# Unconditionally Guaranteed
Unconditionally Guaranteed è l'ottavo album di Captain Beefheart & the Magic Band e venne pubblicato nel 1974. Sebbene il disco venne aspramente criticato per aver intrapreso una svolta commerciale, non riuscì comunque a dare un vero e proprio successo al gruppo, che raggiunse solo il 192º posto nella classifica di Billboard.
Quando il contratto con la Mercury terminò, alla fine del 1974, Van Vliet disconobbe questo disco ed il suo successore Bluejeans & Moonbeams, promettendo ai fan un ritorno alle sonorità sperimentali.

## Tracce
1. Upon the My-O-My – 2:43
2. Sugar Bowl – 2:13
3. New Electric Ride – 3:02
4. Magic Be – 2:55
5. Happy Love Song – 3:54
6. Full Moon, Hot Sun – 2:19
7. I Got Love on My Mind – 3:08
8. This Is the Day – 4:51
9. Lazy Music – 2:49
10. Peaches – 3:20

## Musicisti
- Don Van Vliet (Captain Beefheart) - voce, armonica
- Bill Harkleroad (Zoot Horn Rollo) - chitarra
- Alex St. Clair (Snouffer) - chitarra
- Mark Boston (Rockette Morton) - basso
- Art Tripp (Ed Marimba) - tromba